# Frédéric Dufour
Frédéric Dufour (ur. 2 lutego 1976 w Lyonie) – francuski wioślarz, srebrny medalista w wioślarskiej dwójce podwójnej wagi lekkiej podczas letnich igrzysk olimpijskich w Atenach.

## Osiągnięcia
- Igrzyska Olimpijskie – Ateny 2004 – dwójka podwójna wagi lekkiej – 2. miejsce[1].
- Mistrzostwa Świata – Gifu 2005 – dwójka podwójna wagi lekkiej – 5. miejsce[1].
- Mistrzostwa Świata – Eton 2006 – dwójka podwójna wagi lekkiej – 3. miejsce[1].
- Mistrzostwa Świata – Monachium 2007 – dwójka podwójna wagi lekkiej – 10. miejsce[1].
- Igrzyska Olimpijskie – Pekin 2008 – dwójka podwójna wagi lekkiej – 11. miejsce[1].
- Mistrzostwa Europy – Ateny 2008 – dwójka podwójna wagi lekkiej – 4. miejsce[2].
- Mistrzostwa Świata – Poznań 2009 – dwójka podwójna wagi lekkiej – 2. miejsce[2].
- Mistrzostwa Europy – Brześć 2009 – jedynka – 5. miejsce[2].